# LAG Nr. 761 und 762
Die Triebwagen LAG Nr. 761 und 762 waren dreiachsige elektrische Triebwagen der Lokalbahn Aktien-Gesellschaft (LAG) für den Betrieb auf der Nebenbahn Türkheim–Bad Wörishofen.
Bei der Verstaatlichung der LAG wurden die Triebwagen von der Deutschen Reichsbahn übernommen und als ET 186 01 und ET 186 02 bezeichnet. Die Triebwagen waren von der Kopfform ähnlich dem LAG Nr. 772 gestaltet. Ein Triebwagen wurde von der Deutschen Bundesbahn übernommen und versah seinen Dienst bis Anfang der 1960er Jahre. Das Fahrzeug ist heute nicht mehr vorhanden.

## Geschichte
Die LAG betrieb im süddeutschen Raum mehrere Nebenbahnen, die schon vor 1900 elektrifiziert und mit Triebwagen betrieben wurden. Die beiden Triebwagen 761 und 762 kamen 1905 in den Bestand der LAG, als sie die ursprünglich von der „Localbahn-Actien-Gesellschaft Wörishofen“ erbaute Bahnstrecke Türkheim–Bad Wörishofen übernahm. Beheimatet waren beide Fahrzeuge während ihrer LAG-Zeit stets auf dieser Bahnstrecke.
Als die LAG 1938 von der Deutschen Reichsbahn übernommen wurde, kamen auch die beiden Triebwagen in deren Bestand.  1939 musste die Reichsbahn nach Beginn des Zweiten Weltkriegs den elektrischen Betrieb auf dieser Linie beenden, da die Oberleitung den Betrieb eines nahen Fliegerhorsts der Luftwaffe störte. Nach der Umsetzung zu der Bahnstrecke Bad Aibling–Feilnbach fanden beide Fahrzeuge ein neues Betätigungsfeld. Zuerst teilten sie sich ihren Dienst mit dem hier eingesetzten ET 183. 1951 fiel der Triebwagen 761 einem Unfall zum Opfer und musste ausgemustert werden. Der verbliebene Triebwagen versah weiter zwischen Bad Aibling und Feilnbach seinen Dienst, bis die Deutsche Bundesbahn 1959 das dortige Gleichstromsystem durch Einphasenwechselstrom (15 Kilovolt 16 2/3 Hertz) ersetzte und die verbliebenen Gleichstromtriebwagen ausmusterte. Ursprünglich war vorgesehen, das Fahrzeug in dem Verkehrsmuseum Nürnberg auszustellen, dazu kam es aber nicht.

## Konstruktion
Ursprünglich waren die Fahrzeuge vierachsig mit der Achsfolge (1A) (A1) ausgeführt. Zur Übernahme durch die LAG wurde das Fahrzeug jedoch als dreiachsiges Fahrzeug umgebaut und der Wagenkasten völlig umgestaltet. Das erklärt seine Ähnlichkeit mit dem LAG Nr. 772, obwohl dieses Fahrzeug etwa zehn Jahre später gebaut wurde. Zwischen zwei Fahrgastabteilen lag etwas außermittig ein Gepäck- und Dienstabteil, das eine zweiflügelige Drehtür besaß. Die Sitzplatzzahl betrug im Abteil 2. Klasse acht und im Abteil 3. Klasse 30 Sitzplätze.
Das Untergestell des Wagenkastens war eine genietete Stahlkonstruktion, der Wagenkasten bestand aus mit Stahlblech verkleideten Holzkonstruktion. Angetrieben wurden die Triebwagen von zwei in den äußeren Achsen gelagerten Tatzlager-Fahrmotoren. Die Achsanordnung wurde aus Gewichtsgründen gewählt.